# Fifty & me
Fifty & me is een Vlaams magazine dat zich focust op senioren. Het tijdschrift wordt uitgegeven door Editions MagLife uit Lasne. Het magazine wordt 4 keer per jaar uitgegeven in het Frans en het Nederlands.

## externe links
- fiftyandmemagazine.be